# 呉服元町
呉服元町（ごふくもとまち）は、佐賀県佐賀市の町名。佐賀市中心部に位置しており、江戸時代佐賀城下町にあって長崎街道が通った。近世以降も中心市街地の商店通りとして賑わう。呉服町名店街、元町商店街、中央マーケットの3つの商店街が所在する。

## 地理
近世の佐賀城北方・長崎街道沿いにあった呉服町および元町を前身とする。現代の町域は、国道264号東いちょう通り（貫通道路）から数百m北、県道30号大財通りの西側沿道、裏十間川と十間堀川の間に広がる。隣接する町は、北が大財1丁目、東が高木町と柳町、南が松原2丁目・3丁目、西が中央本町と白山2丁目。
全域が都市計画法に基づく佐賀都市計画区域の市街化区域・商業地域で、建ぺい率80%・容積率400%の制限がある。

## 産業
2014年時点で町の事業所数は100を数える。産業構成をみると、卸売業・小売業が事業所・従業者ともに半数近くを占め、次いで宿泊業・飲食サービス業、その他のサービス業が多い。
| 産業分類                           | 事業所数 | 従業者数 |
| ---------------------------------- | -------- | -------- |
| 製造業                             | 2        | 5        |
| 卸売業,小売業                      | 50       | 165      |
| 金融業,保険業                      | 1        | 25       |
| 不動産業,物品賃貸業                | 4        | 5        |
| 学術研究,専門・技術サービス業      | 1        | 2        |
| 宿泊業,飲食サービス業              | 26       | 91       |
| 生活関連サービス業,娯楽業          | 5        | 6        |
| 教育,学習支援業                    | 1        | 1        |
| 医療,福祉                          | 1        | 23       |
| サービス業（他に分類されないもの） | 9        | 55       |
| 総計                               | 100      | 378      |

## 歴史

### 呉服町・元町の起源

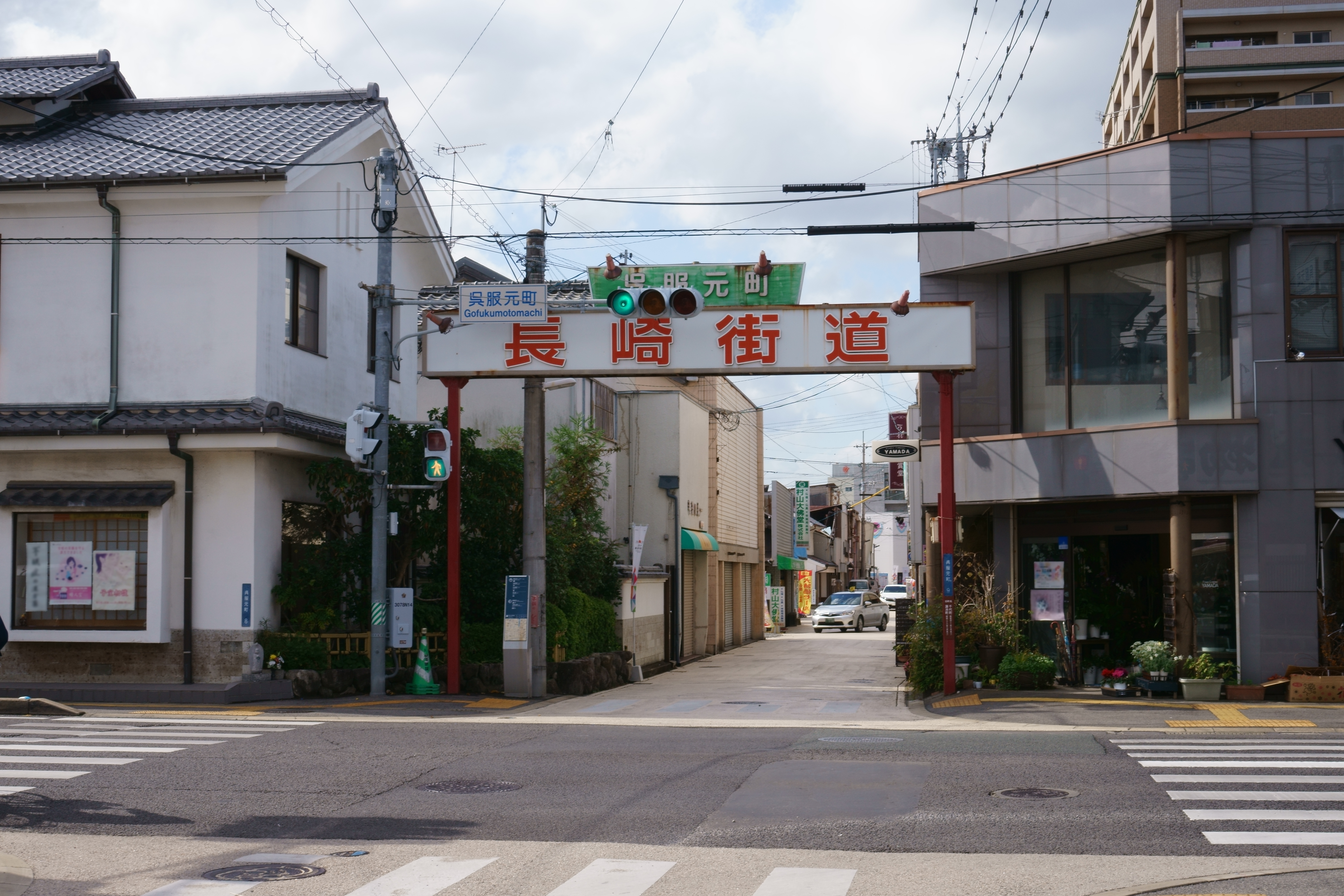
錦通り（旧長崎街道）入口の「呉服元町 長崎街道」の看板

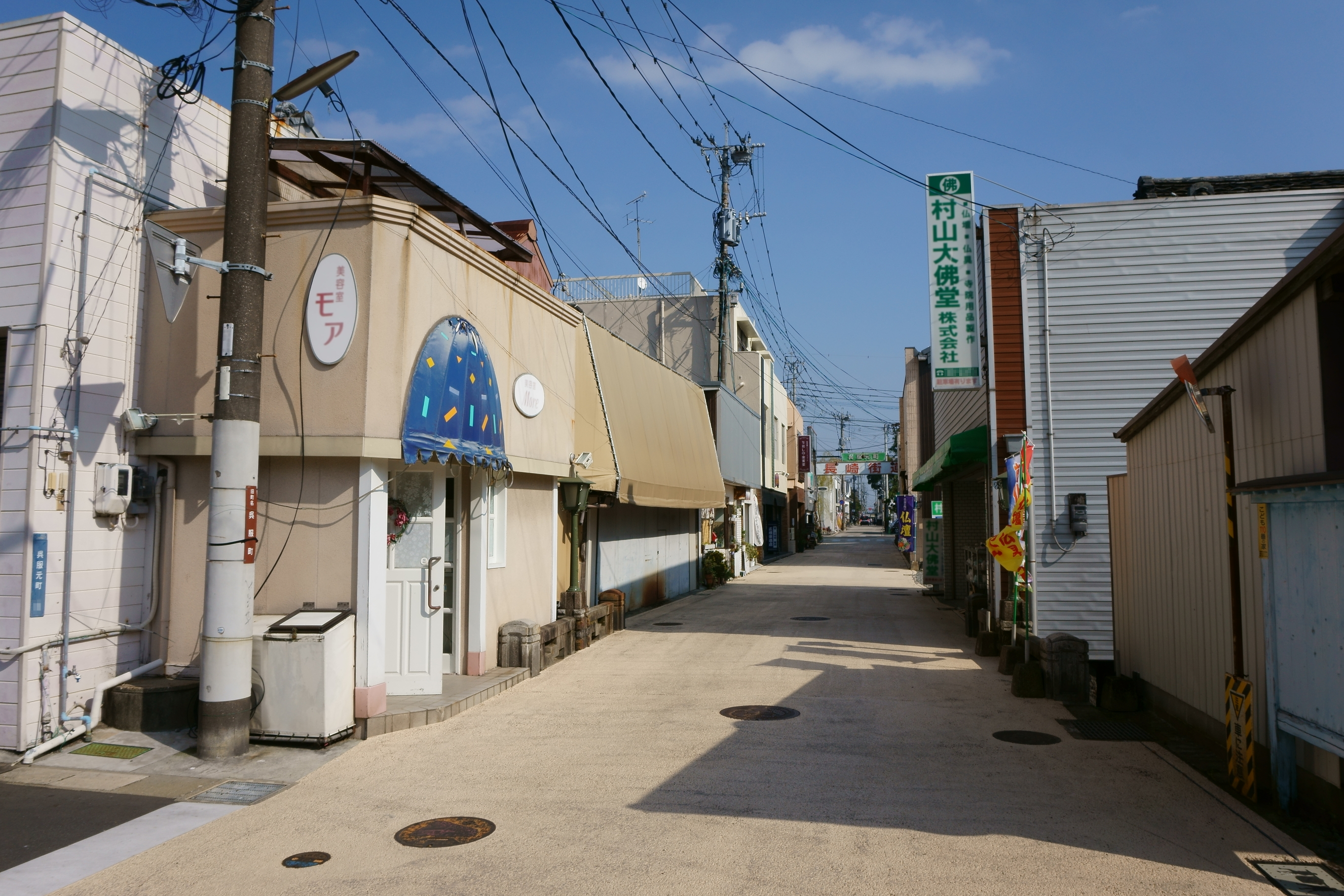
錦通り（旧長崎街道）。ガス灯を模した街灯の下にある石橋「晒橋」は江戸期は木橋だった。橋の手前が旧呉服町、向こうが旧蓮池町だが、現在は呉服元町交差点（上の写真）までが町域。

佐賀城下では江戸時代初期、旧村中城（龍造寺城）の周囲に佐賀城が築かれ、その北方に城下町が造られた。
『鍋島勝茂公譜考補』によると、佐賀城は1602年（慶長7年）に一部で建設が始まり、1608年（慶長13年）に総普請、1609年（慶長14年）に天守閣が竣工し完成、藩主鍋島勝茂が本丸に移る。城下町は、1591年（天正19年）に城の北西に位置する佐賀郡蛎久（かきひさ）村（現・佐賀市鍋島町蛎久）から町が移され町人が移住したのが起源である。当初は六座町・伊勢屋町・中町・白山町の4町で、次第に拡大していった。本格的町割りは、1608年の総普請で家中屋敷と町小路が建設された際に行われたと考えられる。その後、1789年（寛政元年）や1803年（享和3年）の資料では城下町は33か町と記されており、呉服町や元町なども列記されている。
呉服元町で現在も営業を続ける中で最も創業が古い店として、安永年間（1772年 - 1781年）創業と伝わる店がある。江戸期の資料を見ると、寛政元年（1789年）幕府巡見報告には、呉服元町の前身の諸町として、蓮池町、上芦町、高木町、呉服町、元町、東魚町の6か町が記されている。
なお、呉服町および元町は、佐賀城下を通る長崎街道に面していた。城下東口の構口から入った場合、牛島町、柳町、蓮池町の次が呉服町で、ここまで道は真っ直ぐになっている。呉服町沿いの街道を北に曲がると元町で、その先を曲がると白山町、米屋町、中町（いずれも現白山2丁目）で、その西にも城下町が続く。
また、隣接する旧・高木町（現呉服元町）の願正寺が佐賀藩内の浄土真宗寺院の触頭（藩内の総本山）と定められ、明治 - 昭和期の民謡『蓮池節』に「願正寺参り」と唄われたように、多くの参詣者を集めた。その中には呉服を買い求めに立ち寄る人々がおり、呉服町の形成に影響した。
| 町名         | 侍 | 手明鎚 | 家来 | 従士 | 中小姓 | 足軽 | 職人 | 被官 | 仲間 | その他 有姓者 | 社人 | 僧（山伏） | 座頭 | 町人 | 計   |
| ------------ | -- | ------ | ---- | ---- | ------ | ---- | ---- | ---- | ---- | ------------- | ---- | ---------- | ---- | ---- | ---- |
| 呉服町       | 0  | 0      | 2    | 4    | 2      | 25   | 1    | 11   | 1    | 2             | 0    | 1          | 0    | 29   | 78   |
| 元町         | 0  | 0      | 3    | 6    | 1      | 15   | 1    | 6    | 0    | 1             | 0    | 0          | 0    | 15   | 48   |
| 東魚町       | 0  | 0      | 2    | 1    | 3      | 7    | 0    | 10   | 1    | 0             | 0    | 0          | 0    | 14   | 38   |
| 高木町（北） | 1  | 0      | 1    | 1    | 0      | 14   | 1    | 16   | 0    | 1             | 0    | 0          | 0    | 39   | 74   |
| 高木町（南） | 0  | 1      | 3    | 2    | 1      | 23   | 0    | 16   | 0    | 2             | 0    | 1          | 0    | 44   | 93   |
| 上芦町       | 0  | 0      | 1    | 0    | 0      | 17   | 1    | 10   | 1    | 2             | 0    | 1          | 1    | 41   | 75   |
| 蓮池町       | 2  | 1      | 3    | 5    | 1      | 15   | 0    | 2    | 0    | 4             | 0    | 0          | 0    | 12   | 45   |
| 城下計       | 11 | 42     | 83   | 134  | 44     | 795  | 52   | 372  | 19   | 116           | 5    | 17         | 7    | 1293 | 2990 |

### 街道の宿場として
江戸期、長崎街道における公用の貨客輸送に用いる札馬（駄賃馬）を置く「馬次所（馬継所）」、および飛脚の運ぶ公的書類などを宿場で引き継いだ記録を書き残す「問屋場」が、佐賀城下の街道沿いに東西1か所ずつ計2か所置かれていた（馬次所と問屋場は同じ場所にあった）。西の1か所は長瀬町に、東の1か所は呉服町にあった。1759年（宝暦9年）の記録『御領中郡村附』には馬次所が、伊能忠敬の『測量日記』内1812年（文化9年）旧9月の記述には問屋場が、それぞれ呉服町にあったことが記されている。
しかし、1800年（寛政12年）長崎奉行の泊まる宿として呉服町に「本陣」が設けられると、旅行者が集まる馬次所や問屋場が本陣と同じ町にあると警備の都合が悪いことから、馬次所・問屋場は隣の元町に移された。1854年（嘉永7年）の『呉服町・元町竈帳』では元町に所在したことが記されている。
なお、1637年（嘉永14年）頃、馬は東西各30頭ずつ計60頭配置されていた。のち1772年（明和9年）までに、馬の数は計100頭に増やされている。1783年（天明3年）頃には、本馬（=荷物1駄分・目方40貫まで）1頭1里につき24文、人足1人（5貫目まで）につき12文であったが、交通量が増えて煩雑になったため、幕府に増額を願い出て働きかけを続けた結果、同年10月に24→41文、12→21文への増額（中山道並み）が認められ、幕末まで続いたという。

### 願正寺

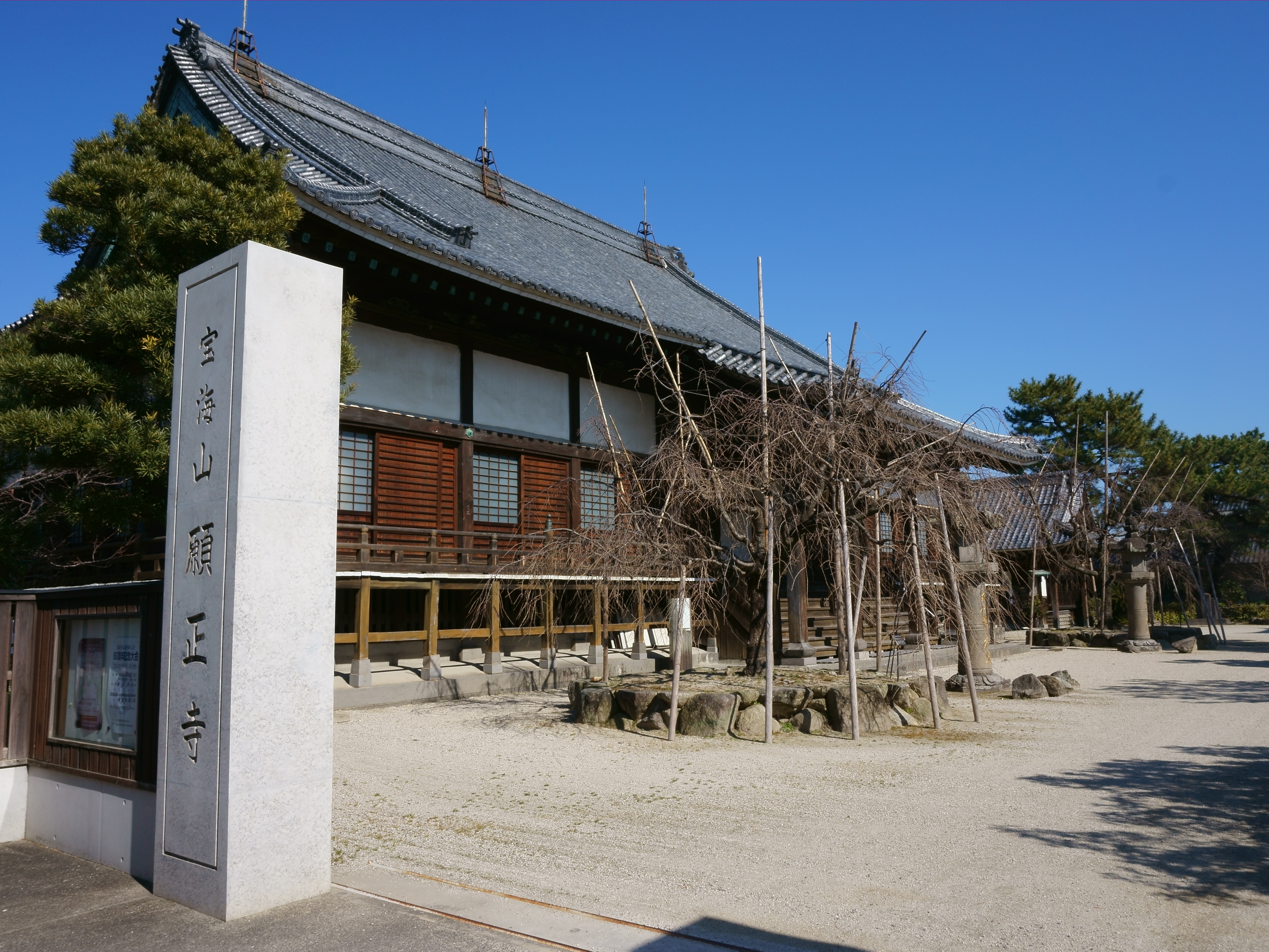
願正寺の門と本堂

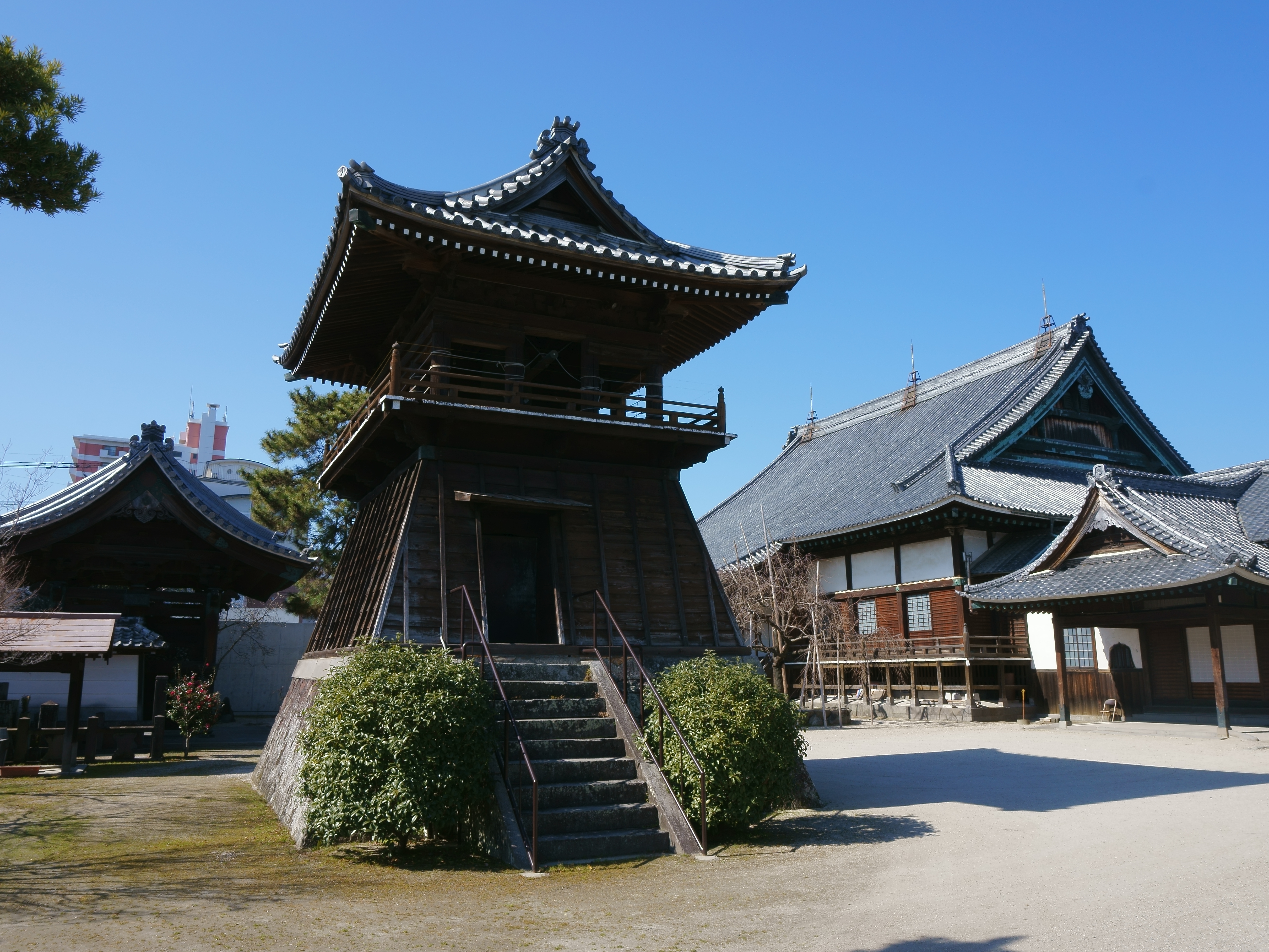
願正寺の鐘楼（中央）

願正寺は城下の旧高木町・現呉服元町に所在する浄土真宗（西）本願寺派の寺院で、建立は1600年（慶長5年）関ヶ原の戦いの直後である。関ヶ原にて西軍に属した鍋島勝茂は、読みが外れ敗北、徳川家康の信を失う。この戦いに際して鍋島氏は、西本願寺の准如に勝茂の妻女や龍造寺高房の身辺保護を依頼していた。決戦の後勝茂は、小城郡晴気村（現小城市）出身の僧侶、円光寺元佶を通じて家康に陳謝し、立花宗茂の討伐を条件に赦免を受ける。そして帰国後間もなく、准如と西本願寺への恩に報いるため、願正寺を建立した。このとき、佐賀藩領内の浄土真宗寺院を全て西本願寺派に転派させるとともに、願正寺の配下に置く措置も執った。
西本願寺派内において肥前国の法頭職（拠点）に指定された願正寺は、慶長年間より、領内の浄土真宗門徒に対し「開山番料」という名の銀銭の徴収を開始した。集められた資金ははじめ願正寺から西本願寺に納められていたが、1721年（享保7年）までに願正寺が直接受納することが認められた。初めは納付率が高かったものの次第に滞納が増加し、明和年間には藩が末寺に対して番料の一時建て替えなどを指示、また大庄屋などの町役人・村役人を徴収にあたらせるなど、徴収に力を入れていた。
なお、願正寺の鐘楼は1696年（元禄9年）旧8月から1854年（安政元年）旧5月まで、城下の市民に広く時刻を知らせる時鐘として用いられた。1753年（宝暦3年）の記録によると、2人が昼夜交代で勤務し、日中の明六ツ（午前6時）から暮六ツ（午後6時）（いずれも不定時法）までの間鐘を撞いた。宝暦年間頃、鐘楼堂は傷んで建て替えが必要となり藩に願書を出している。のち、藩の許可を得て境内で万人講（富くじ）を開催して資金を集め、1768年（明和5年）8月にようやく建て替えられている。その後、鐘自体の劣化が進んで音の響きが悪くなり、1854年から時鐘は白山町の龍造寺八幡宮で撞くようになった。

### 仮本陣（茶屋）と本陣
長崎街道において上使（幕府の役人）が宿泊しもてなす宿は「本陣」または「茶屋」が充てられ、藩が運営した。江戸の初期から中期まで、佐賀城下には本陣がなく、願正寺と称念寺が茶屋（仮本陣）として用いられ、長崎奉行なども宿泊した。2つの茶屋は、藩主の休憩所に用いられていたものが転用されたと考えられる。
江戸後期、寛政年間になると長崎奉行の宿泊の頻度が増え、本陣の設置が求められるようになる。そこで、呉服町で御用商人を営んでいた野口恵助が私邸を提供した。その際、野口は講を催して資金を調達した上で門や塀を新築し整えたため、1800年（寛政12年）藩は野口に裃を授与して表彰した。また、当初野口は本陣となった邸内に住んでいたが、藩が隣接する屋敷を買い上げてそこに移住、本陣は地主である野口から藩が借用しその地子銭（地税）は免除された。
1843年（天保14年）の『呉服町絵図』には、呉服町の東端、東方から裏十間川の晒橋を渡ってすぐの街道北側に本陣屋敷が見える。屋敷は柵と塀、濡門付きで描かれており、広さは1段1歩半、他に屋敷9歩とあり、安政年間に藩が買収したり献上したりして数度にわたり拡張したことも記されている。またこの頃著された『呉服町本陣見取図』には間取りが描かれており、「御書院」「寝所」「御次」「家老屯」「御膳所」「医師」「祐筆」などの部屋名を見ることができる。
現在、跡地はマンションになっており、塀の一角に説明版が設けられている。
また当時有数の広さを誇っていた本堂は、1883年（明治16年）8月の第1回から1886年（明治19年）1月の第7回まで、佐賀県議会の臨時議事堂として使用された。

### 近現代：商業地

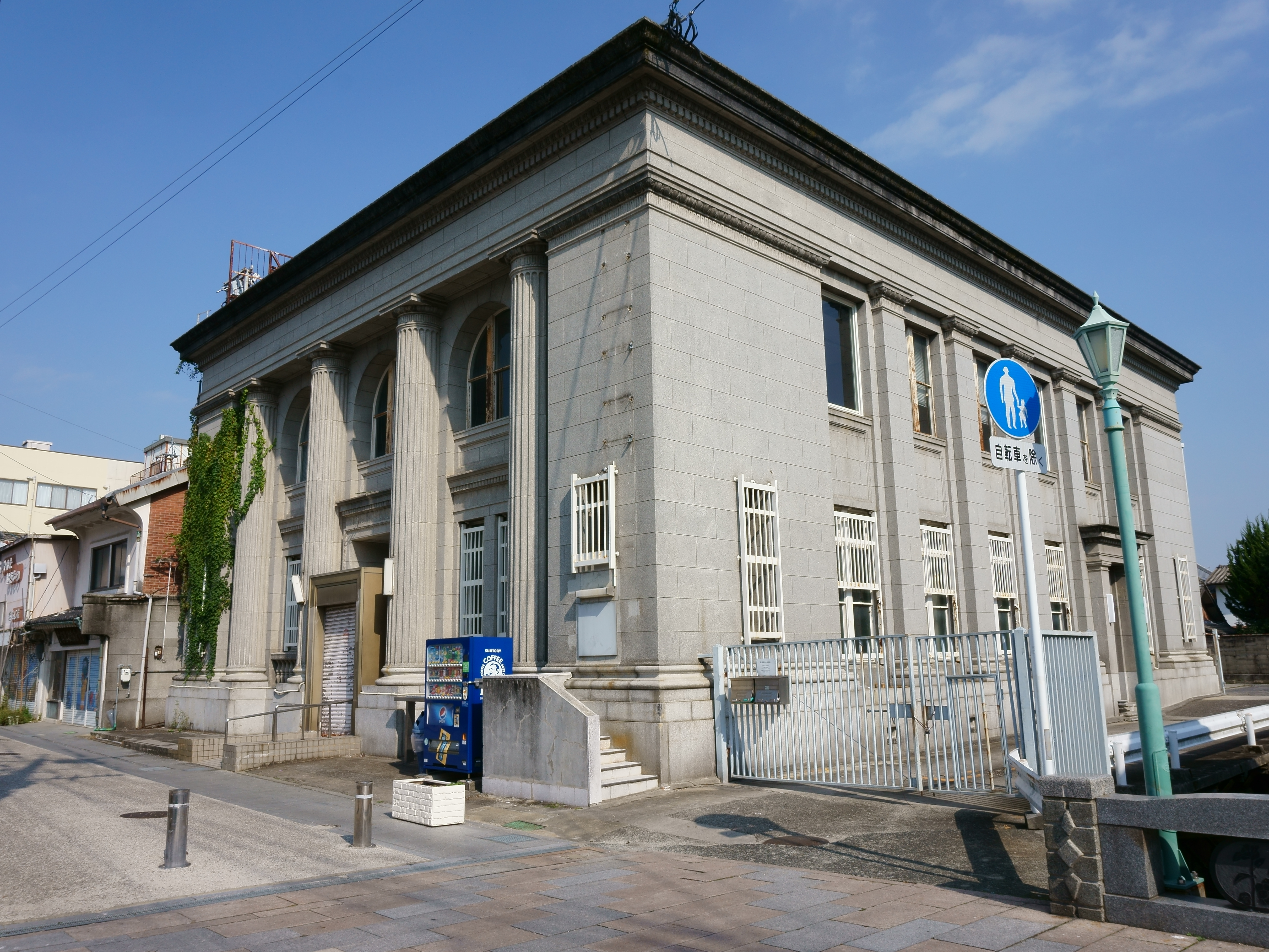
旧佐賀銀行呉服町支店。1925年から1999年までこの地で営業した。

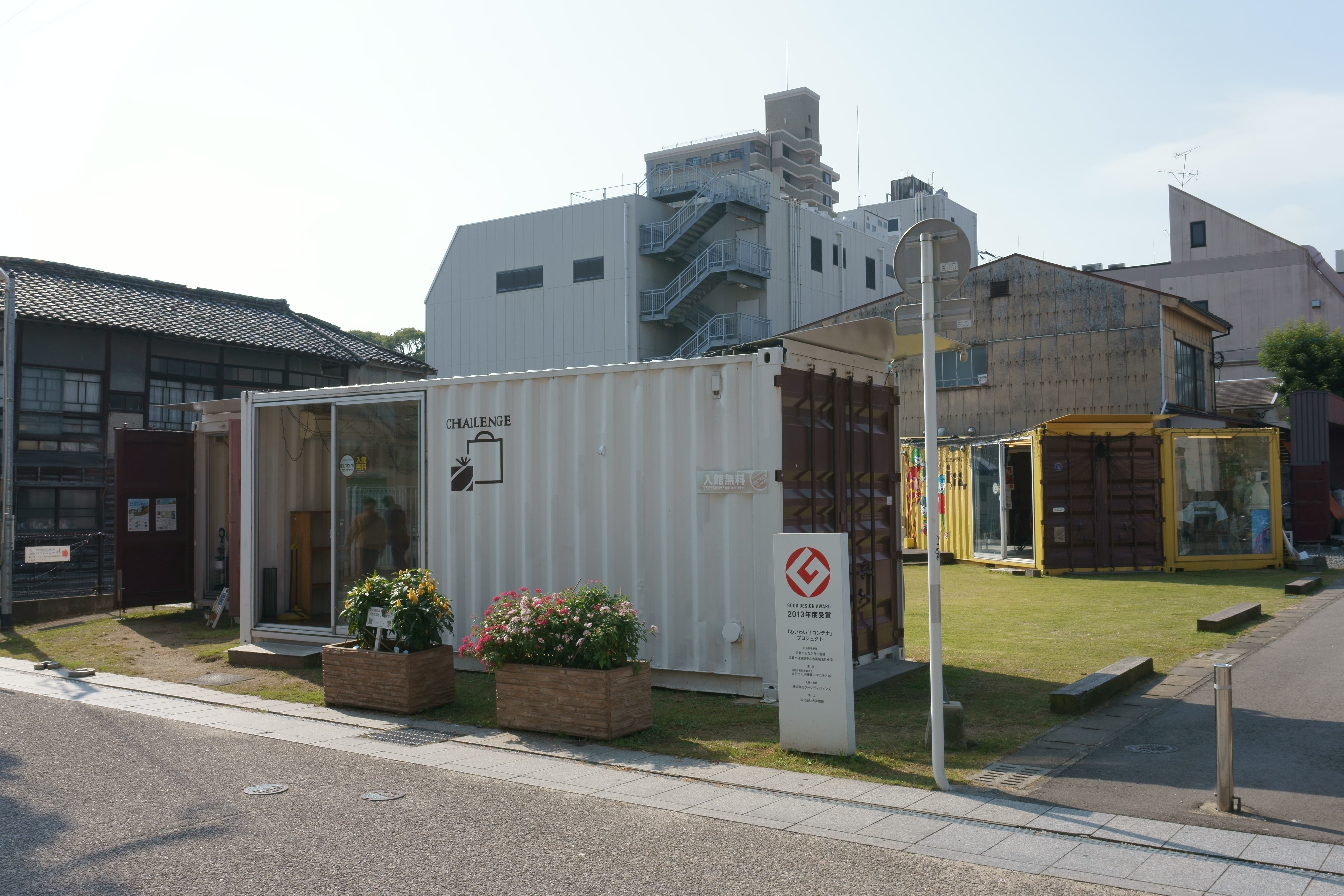
コンテナ型チャレンジショップ「わいわい!!コンテナ2」

呉服元町が現在の地名となったのは、住居表示が実施された1969年（昭和44年）12月1日からである。この範囲は1889年（明治22年）佐賀市の市制施行から1969年まで、呉服町と元町（中央マーケットを含む）の全域および、大財町（大財三区および六反田）、上芦町、高木町、千代町（旧・蓮池町）、東魚町の各一部であった。
近代に入ると呉服町付近は佐賀市の商業地として興り、大正から昭和中期には3つの銀行店舗があった。
1896年（明治29年）に佐賀貯蓄銀行が設立され、呉服町の裏十間川沿い（現在の旧佐賀銀行呉服町支店の土地）に本店を構えた。後の1924年（大正13年）に佐賀貯蓄銀行は破たんするが、翌1925年（大正14年）その跡地に建物を新築して唐津銀行が佐賀支店を開設した。この建物が1934年（昭和9年）現在の外観への改修を経て現存する旧佐賀銀行呉服町支店である。唐津銀行は1931年（昭和6年）合併に伴い佐賀中央銀行と改称したが、本店は旧行から引き続き唐津市であり呉服町はしばらく佐賀支店のままとなった。
また、1909年（明治42年）在東京の大手銀行として初めて佐賀県に進出した不動貯金銀行（東京府）は呉服町に佐賀支店を開設した。1917年（大正6年）には佐賀市水ヶ江町に本店を置く肥前銀行が呉服町に佐賀支店を開設、1920年（大正9年）には同行の本店になった。
呉服町にできた佐賀市最初の大型商店が「丸木屋呉服店」で、1920年（大正9年）10月に開店し4階建ての店舗を有したが、1927年（昭和2年）に金融恐慌の煽りを受けて閉店する。跡地には1933年玉屋が進出、同年末、5階建ての店舗を有し当時九州で5番目の百貨店となる「玉屋呉服店」が開業、翌1934年（昭和9年）には「佐賀玉屋」に改称する。佐賀玉屋は、終戦から20年後の1965年（昭和40年）に中の小路の中央大通り沿いに移転するまで、南里呉服店とともに佐賀市内随一の大型店であった。
佐賀県内の地価の最高地点は、1911年（明治44年）に柳町から変わって以来、1968年（昭和43年）松原町の中央大通り沿いに変わるまでの間、呉服町であった。このことからも佐賀市街の中心地だったことがうかがえる。
戦後、1963年（昭和38年）に呉服町名店街はアーケードを設置した。また1966年（昭和41年）からは、呉服町名店街・元町商店街と近隣の白山商店街などが合同で夏の夜市「さが銀天夜市」を開始するなど、昭和40年代は商店街が安定して拡大していった。
一方、玉屋移転後の1960年代後半から、佐賀市中心市街地では大型店の出店が相次ぎ、呉服町（呉服元町）も同様であった。。
1970年（昭和45年）、5階建て衣料品店「ミヤコ」が開業。1974年（昭和49年）、南里が4階建ての衣料品店「南里本店」を新築開業した。1979年（昭和54年）には、明治後期から呉服町に商店を構えていた「窓乃梅」が寿屋と共同で大型店を開業、下層階に核店舗として寿屋のスーパー、上層階に窓乃梅の衣料品エリアが入居する形を採った。
対する商店街では、昭和50年代に入ると店舗の多くが卸売業中心から小売業中心へとシフトしていった。やがて中小の商店街と大型店の競争が起こったが、中心市街地全体でも同様の傾向で、この地域の小売業は昭和50年代頃最盛期を迎えたと見られている。
昭和60年代に入ると小売業店舗の郊外への拡散が始まる。1987年（昭和62年）には、紳士服店や家電量販店が郊外のバイパス沿いに相次いで進出した。1991年（平成3年）の大規模小売店舗法（大店法）改正はこれを加速させる。
この環境変化により中心市街地の空洞化・衰退が進んだ。呉服元町では、1999年（平成11年）に南里本店が閉店し、寿屋佐賀店が撤退、さらに佐賀銀行呉服町支店は老朽化した店舗から撤退し大財1丁目に新築移転した。2005年（平成17年）には窓乃梅も閉店する。2004年（平成16年）に元町商店街協同組合が、2008年（平成20年）には呉服町名店街協同組合がそれぞれ解散、翌2009年（平成21年）には呉服町のアーケードが撤去された。
これに歯止めをかける活性化策として、窓乃梅の跡地に佐賀県国保会館が誘致され2013年に完成。2010年には住民と商店主らにより「街なか再生会議」が発足、別に設立されたまちづくりのNPO「まちづくり機構ユマニテさが」と共に民間のアイデアで活性化立案を始めた。空き店舗の利用、南里本店跡など空き地でのコンテナ型のチャレンジショップ提供などの施策が効果を挙げ、呉服町の空き店舗率は2010年から2016年にかけて5割から3割に低下した。

## 世帯数と人口
2022年（令和4年）1月31日現在の世帯数と人口は以下の通りである。
| 町丁     | 世帯数  | 人口  |
| -------- | ------- | ----- |
| 呉服元町 | 139世帯 | 255人 |

直近30年ほどの人口をみると、周辺の佐賀市中心市街地の傾向も同様で、バブル期後半から平成不況期にかけて大きく減少した後、マンション建設の影響などもあって、緩やかに増加する推移をたどった後、再び減少しつつある。
| 年                       | 人口 | 世帯数 |
| ------------------------ | ---- | ------ |
| 1992（平成04）年 23月末  | 473  |        |
| 2000（平成12）年 10月1日 | 310  | 104    |
| 2004（平成16）年 23月末  | 308  |        |
| 2010（平成22）年 10月1日 | 373  | 141    |
| 2014（平成26）年 23月末  | 351  |        |
| 2017（平成29）年 23月末  | 302  |        |
| 2020（令和02）年 10月1日 | 259  | 117    |

出典:2000,2010,20201992,2004,2014, 2017

## 小・中学校の学区
市立小・中学校に通う場合、学区は以下の通りとなる。
| 番地                                                                   | 小学校             | 中学校             |
| ---------------------------------------------------------------------- | ------------------ | ------------------ |
| 一部                                                                   | 佐賀市立循誘小学校 | 佐賀市立城東中学校 |
| 西部と北部の一部 （2番1号～12号、23号、24号、3番～5番、11番1号～11号） | 佐賀市立勧興小学校 | 佐賀市立成章中学校 |

## 交通

### 道路
- 佐賀県道30号佐賀川副線 - 町の東端を通る南北道路。佐賀北警察署・大財方面と片田江・水ヶ江・川副町方面とを結ぶ。呉服元町交差点で市道（錦通り）と交差[37]。通称「大財通り」。
- 市道松原町大財町線(2756番) - 町を縦断する南北道路。市役所、愛敬・大財方面と松原方面とを結ぶ[37]。願正寺南西の十字路から北は「願正寺通り」、旧・呉服町名店街筋は「呉服町通り」。
- 市道中央本町通り線(1139番) - 町の南部。中央本町（エンジェルストリート）から佐賀玉屋方面に繋がる東西道路[37]。
- 市道錦通り柳町線(1155番) - 町の南部。柳町方面とを結ぶ東西道路[37]。旧長崎街道で、町内部分は通称「錦通り」。
- 市道白山呉服元町線(1138番) - 町の中部。エスプラッツの南を通り、白山方面と高木町方面とを結ぶ東西道路[37]。願正寺南西の十字路からエスプラッツ南西角までは「元町通り」。

### バス
東の大財通り（県道30号）に呉服元町バス停、北西の元町通りにエスプラッツ前バス停が所在する。
- 佐賀市営バス
  - 11系統 佐賀大学・西与賀線（佐賀駅バスセンター - 大財町 - 呉服元町 - 片田江 - 辻の堂 - 佐賀大学前 - ブルースタジアム前 - くぼた特産物直売所前）[38]
  - 12系統 佐賀大学・東与賀線（佐賀駅バスセンター - 大財町 - 呉服元町 - 片田江 - 辻の堂 - 佐賀大学前 - 本庄小学校前 - 東与賀支所前 - 大野）[38]
  - 28系統 今宿・道崎線（佐賀駅バスセンター - 大財町 - 副島病院前 - エスプラッツ前 - 中の小路 - 佐嘉神社前 - 片田江 - 東佐賀 - 今宿町 - 道崎）[38]
- 西鉄バス佐賀
  - 40系統 神埼線（佐賀第二合同庁舎 - 佐賀駅バスセンター - 大財町 - 呉服元町 - 片田江 - 堀立 - 神埼 - 目達原 - JR久留米駅 - 西鉄久留米 - 信愛学院）[39]
  - 45系統 江見線（佐賀第二合同庁舎 - 佐賀駅バスセンター - 大財町 - 呉服元町 - 片田江 - 原の町 - 寄人橋 - 江見 - 豆津橋 - JR久留米駅 - 久留米市役所 - 西鉄久留米 - 文化センター前 - 信愛学院）
- 西鉄バス久留米
  - 1系統 柳川線（佐賀第二合同庁舎 - 佐賀駅バスセンター - 大財町 - 呉服元町 - 片田江 - 大崎 - 諸冨橋 - 大川橋 - 西鉄柳川）
- 昭和バス
  - 唐津-佐賀線（佐賀駅バスセンター - 大財町 - 呉服元町 - 片田江 - 医療センター好生館 - 小城 - 多久 - 相知 - 唐津大手口バスセンター）[40]
  - 古湯線（辻の堂 - 片田江 - 呉服元町 - 大財町 - 佐賀駅バスセンター - 市文化会館前 - 尼寺 - 古湯温泉 - 富士支所前）[41]
- 祐徳バス
  - モラージュ佐賀線（佐賀駅バスセンター - 大財町 - 呉服元町 - 片田江 - 東佐賀 - モラージュ佐賀）[42]
  - 佐賀線（佐賀駅バスセンター - 大財町 - 呉服元町 - 片田江 - 辻の堂 - 医療センター好生館 - 徳万 - 牛津駅前 - 鹿島バスセンター - 祐徳神社）
  - 武雄線（佐賀駅バスセンター - 大財町 - 呉服元町 - 片田江 - 辻の堂 - 医療センター好生館 - 徳万 - 牛津駅前 - 肥前山口駅前 - 武雄温泉駅前 - 下西山）

## 文化・史跡・人物

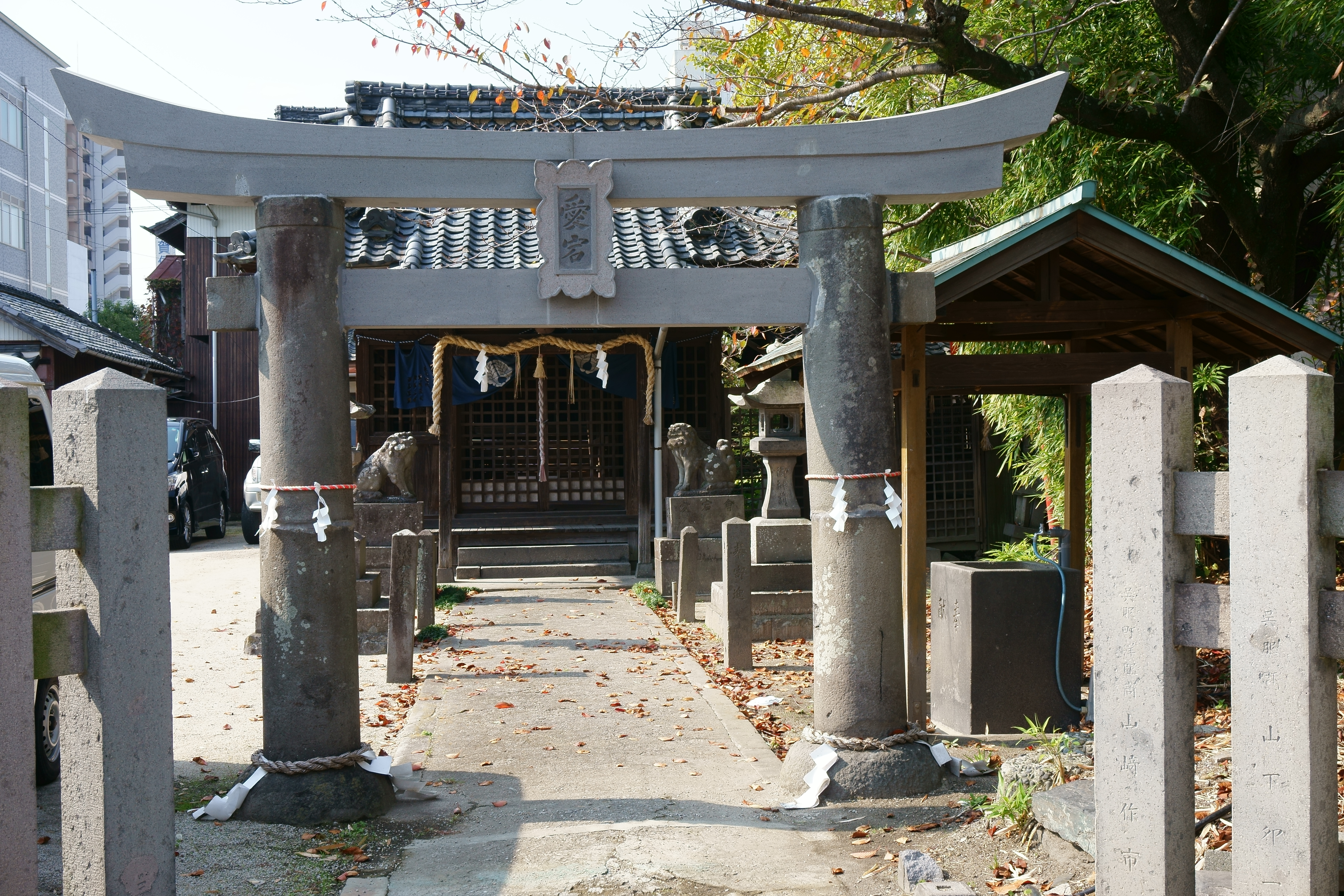
愛宕神社（2017年撮影）

- 旧佐賀銀行呉服町支店 - 1925年（大正14年）竣工、1934年（昭和9年）現在の外観に改修。正面に建つドーリア式の4本柱が特徴。
- 願正寺 - 宝海山願正寺。浄土真宗本願寺派。旧・高木町に所在。所蔵する2幅の「副島種臣の書」は佐賀市の重要文化財に指定されている[43]。
- 称念寺 - 白山無量光院称念寺。浄土宗。旧・元町に所在。佐賀藩の儒学者、武富圯南や幕末の儒学者草場佩川、佐賀藩医、牧春堂の墓がある。
- 上林家文書 - 江戸期を通じて佐賀藩鍋島家の御用茶師に任ぜられ、明治初頭に鍋島家の招聘で佐賀市に移住した上林家（上林茶店）に伝わる。鍋島家を主とする諸大名や茶人らの書状、計1,056通。佐賀市の重要文化財に指定[44]。
- ひぜんえびす屋（中溝菓子店） - 長崎街道を東からやってきて最初の曲がり角にある。安永年間（1772年 - 1781年）の創業と伝わっており、佐賀市の中心街で創業が最も古い店とされる。天保14年（1843年）の古地図や嘉永7年（1854年）の竃帳に記載がある。また、店の前には古い石像の道標が2本あり、1本には「こくらみち」「ながさきゑ」と街道の行き先が記され、もう一本には佐賀城方面を指して「右おふくわんゑ」と記されている。なお、傍には幕末期の恵比須像も鎮座し、「かど恵比須」と呼ばれている[8]。
- 晒橋 - 南の裏十間川に向かって流れる呉服町水路に架かる長崎街道の橋。呉服町と、東の蓮池町の境（現在は一帯が呉服元町）。名前の由来には諸説あり、この付近で見せしめのために罪人を縛り付け終日晒したからという説、この水路で呉服の布を晒した（乾かした）からという説などがある。後者は付近を船が往来していたことから考えにくいとされ、前者についても、すぐ近くに長崎奉行の泊まる本陣があることから重罪人の「晒し首」ではなく、軽犯罪者を晒したものであろうと考えられている。なお、古くは石造の太鼓橋で、現在の石桁橋に架け直された際に佐賀県内で初めてのアスファルト舗装が行われたほか、当時は市営バスも通った[45]。
- 愛宕神社 - 関ヶ原の戦いの前後に災火の多かったことから、鍋島家が京都の愛宕神社で祈願を行ったところ好転した。そのため信仰を深め、1600年（慶長5年）鍋島勝茂により京都から勧進したもの。家屋が密集し、古くは度々火災に遭った周辺の町々で信仰されてきた。1949年（昭和24年）から夏祭りの際に呉服町・元町・白山町などの協力で御輿を奉納している[46]。楼門と、1710年（宝永7年）の銘が付いた鳥居があるが、2016年熊本地震の揺れでともに倒壊、鳥居は2017年に再建された。

## 施設

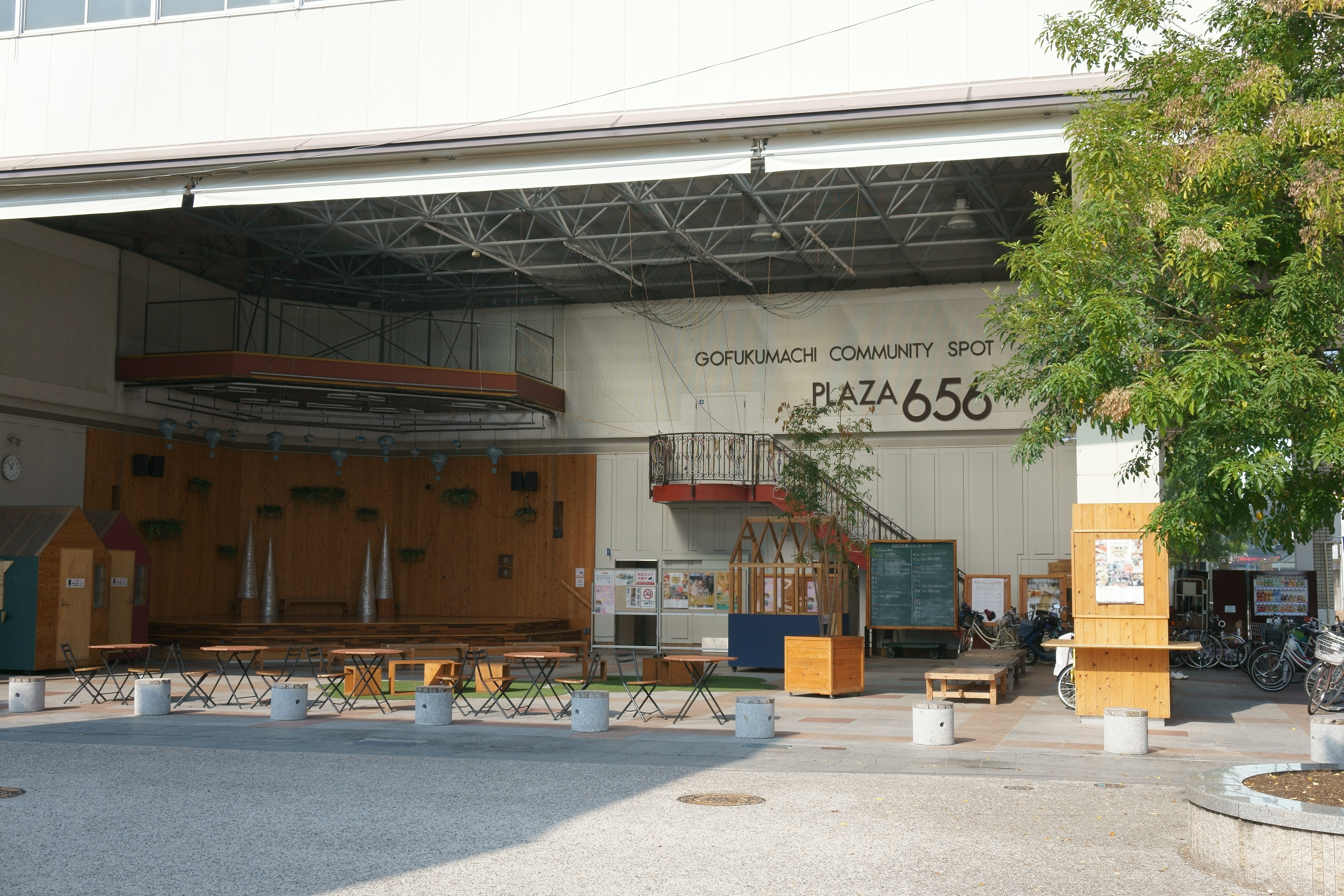
656広場（むつごろう広場）

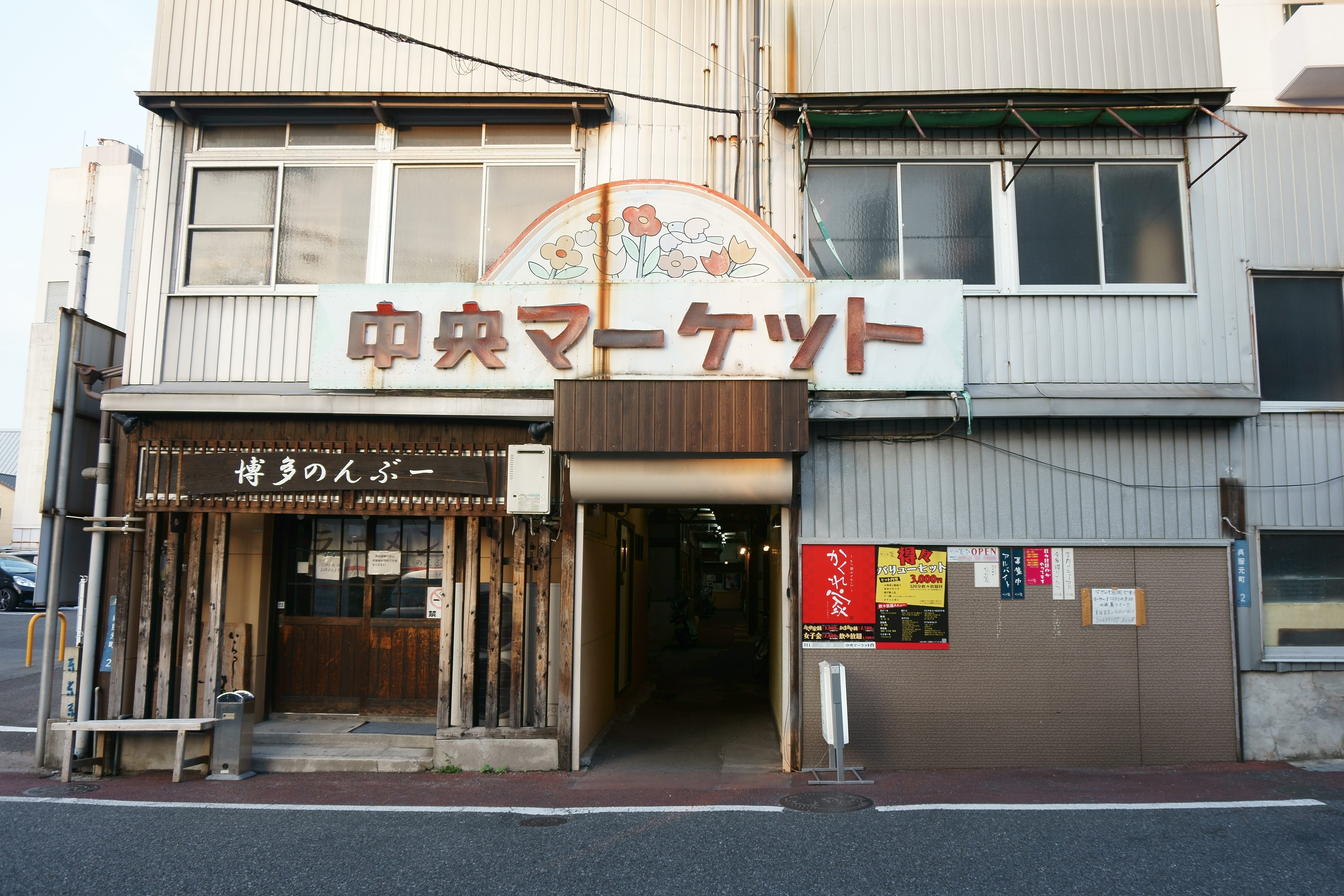
中央マーケット

### 公共施設
- 656広場（むつごろう広場） - 呉服町商店通りの中ほどの角にあるイベント会場。佐賀市街なか交流広場。旧協和銀行佐賀支店の跡地。2010年にリニューアル。
- まちづくりサテライト ゆっつら～と館 - 空き店舗を活用した、佐賀大学の学外サテライト施設。公開講座を行うほか、学生活動や市民活動のスペースとして利用[47]。
- 開運さが恵比寿ステーション - 佐賀市内では街中に800体以上の恵比須像があることから、その案内等を行うPR拠点。
- 佐賀県国保会館（佐賀県国民健康保険団体連合会）
- わいわい!!コンテナ2 -空き地を利用した、コンテナ施設。地域再生の社会実験として2012年1月末日まで「わいわい!!コンテナ1」として設置。2013年度グッドデザイン賞を受賞[48]。2012年6月9日に「わいわい!!コンテナ2」としてリニューアル。

### 主な商業施設・事業所
商店街
- 呉服町名店街（旧・呉服町名店街協同組合）
- 元町商店街（旧・元町商店街協同組合）
- 中央マーケット

金融機関
- 十八親和銀行 佐賀中央支店

主な商業施設
- THE Sagan（ザ・サガン） - プロサッカーJ1サガン鳥栖の公式スポーツバー。2013年開設。2020年ごろから無期限の営業休止。翌年春ごろには看板等も撤去され別店舗が入居している。
- ON THE ROOF（オン・ザ・ルーフ） - 2017年に10年間空きビルだった建物を改修した小規模個室型シェアオフィス。テナントフロアもありカフェやフォトスタジオなどが入居する[49]。
- ROCKRIDE（ロックライド） - ライブハウス。元はジャズスポットでケニー・バレル、ケイコ・リー、村上ポンタ秀一などもステージに立った[50]。2020年5月閉店[51]。
- 一休軒 呉服元町店（佐賀ラーメン）